# 24 tháng 11
Ngày 24 tháng 11 là ngày thứ 328 trong mỗi năm thường (thứ 329 trong mỗi năm nhuận). Còn 37 ngày nữa trong năm.

## Sự kiện
- 380 – Theodosius I làm adventus (sự đi vào chính thức), vào thành phố Constantinopolis.
- 642 – Theodore làm Giáo hoàng sau Gioan IV.
- 757 – Loạn An Sử: Quân Đại Yên chiếm được thành Tuy Dương sau một năm bao vây, tướng Đường Trương Tuần bị hành hình.
- 1207 – Sau khi bị bãi chức hữu thừa tướng, đại thần Nam Tống Hàn Thác Trụ bị ám sát, thủ cấp của ông sau đó được giao cho Kim để nghị hòa.
- 1639 (st.v.) – Jeremiah Horrocks và William Crabtree quan sát Sao Kim lướt qua Mặt Trời lần đầu tiên được xác nhận, sau khi Horrocks dự đoán sự kiện này. (4 tháng 12 theo lịch Gregory)
- 1642 – Abel Tasman dẫn cuộc thám hiểm tới vùng đất Van Diemen (Van Diemen's Land), nay là Tasmania, Úc.
- 1859 – Nguồn gốc các loài của nhà tự nhiên học người Anh Charles Darwin được xuất bản lần đầu tiên. Cuốn sách cho rằng những sinh vật từ từ tiến hóa theo thuyết chọn lọc tự nhiên. Lần in đầu tiên được bán hết trong vòng một ngày.
- 1863 – Nội chiến Hoa Kỳ: Gần Chattanooga, Tennessee, quân đội Liên bang dưới tướng Ulysses S. Grant lấy Núi Lookout và bắt đầu gãy bao vây của quân đội các Tiểu bang Liên minh Hoa Kỳ dưới tướng Braxton Bragg tại thành phố đó, trong Trận Núi Lookout.
- 1924 – Đoàn Kỳ Thụy nhậm chức chấp chính lâm thời, tức nguyên thủ quốc gia, của Chính phủ Lâm thời Trung Hoa Dân Quốc.
- 1947 – Oanh tạc cơ chiến đấu Grumman F9F Panther thực hiện chuyến bay đầu tiên, là kiểu máy bay được Hải quân và Thủy quân lục chiến Hoa Kỳ sử dụng rộng rãi trong Chiến tranh Triều Tiên.
- 1963 – Jack Ruby bắn chết Lee Harvey Oswald, nghi phạm số một trong vụ ám sát Tổng thống John F. Kennedy, có truyền hình trực tiếp, gây ra nhiều giả thuyết âm mưu.
- 1974 – Các nhà cổ nhân chủng học do Donald Johanson dẫn đầu khám phá bộ xương của Australopithecus afarensis sống 3,2 triệu năm trước đây trong vùng lõm Afar ở Ethiopia và đặt tên hiệu của nó là "Lucy" theo bài hát "Lucy in the Sky with Diamonds" của The Beatles.
- 1976 – Nghi thức đặt móng cho Nhà kỷ niệm Mao Chủ tịch được cử hành tại Bắc Kinh, Trung Quốc.
- 1992 – Hoa Kỳ hạ quốc kỳ và rút các binh sĩ cuối cùng khỏi Căn cứ Hải quân vịnh Subic tại Philippines.

## Sinh
- 1712 – Charles-Michel de l'Epée, nhà giáo dục từ thiện thế kỷ XVIII  Pháp, người được vinh danh là "Cha đẻ của người điếc". (m. 1789)
- 1887 – Erich von Manstein, Thống chế Đức (m. 1973)
- 1942 – Nhạc sĩ Nhật Ngân

## Mất
- 1896 – Lý Tường Quan, đại phú người Việt gốc Hoa (s. 1842)
- 1963 – Lee Harvey Oswald, nghi phạm số một trong vụ ám sát Tổng thống John F. Kennedy (s. 1939)
- 1991 – Freddie Mercury, ca sĩ chính của ban nhạc Queen, tượng đài âm nhạc thế giới (s. 1946)
- 2019 – Goo Ha-ra, nữ ca sĩ, diễn viên và người mẫu Hàn Quốc (s. 1991)

## Ngày lễ và ngày kỷ niệm
- Lễ kỷ niệm Các Thánh tử đạo Việt Nam.